# Мини-ТЭЦ Руза
Мини-ТЭЦ в г. Руза — мини-теплоэлектростанция в Подмосковье, в городе 
Руза построена для электро и теплоснабжения открывшегося в марте 2009 года Дворца Водных видов спорта (микрорайон «Северный»), строительство Дворца спорта и мини-ТЭЦ курировали первые лица администрации Московской области, на торжественном открытии объектов присутствовали руководитель администрации Президента РФ Нарышкин С.Е., Губернатор Московской области Громов Б.В., министр строительства правительства Московской области Серёгин Е.В., глава Рузского района Якунин О.А.

Дворец спорта

Строительство мини-ТЭЦ началось в конце 2006 года. Была разработана площадка, подведены коммуникации. После возведения легкосборного здания на территорию мини-ТЭЦ было завезено энергетическое оборудование. Общая энергетическая мощность составляет 2,54 МВт. А также мини-ТЭЦ может произвести большое количество тепла — до 11,28 Гкал/час (13,12 МВт).
Таких мощностей вполне хватает для электроснабжения и обогрева  Дворца спорта и его обслуживающих помещений, а также улучшения энергоснабжения районного центра.

## Мощности мини-ТЭЦ
1. газопоршневая электростанция производства компании FG Wilson модель PG475B в количестве 5 штук — 380 кВт каждая. Для каждой электростанции установления система утилизации тепла.
2. котельное оборудование Buderus — 2 котла. мощность каждого из котлов составляет 5,2 МВт
3. дизельная электростанция мощностью 640 кВт, оснащённая горелками Oilon.